# WTA Austin 1976
Il WTA Austin 1976 è stato un torneo di tennis giocato sul cemento. È stata la 2ª edizione del torneo, che fa parte dei Tornei di tennis femminili indipendenti nel 1976. Si è giocato ad Austin negli USA dal 9 all'11 gennaio 1976.

## Campionesse

### Singolare
Chris Evert ha battuto in finale  Evonne Goolagong con il punteggio di 6–3, 7–6

### Doppio
- Doppio non disputato